# Karminbiæder
Karminbiæder (latin: Merops nubicus) er en sahelisk skrigefugl, der lever i subsaharisk Afrikas nordlige del.